# Пилотируемая полоска

Полоска в полете.

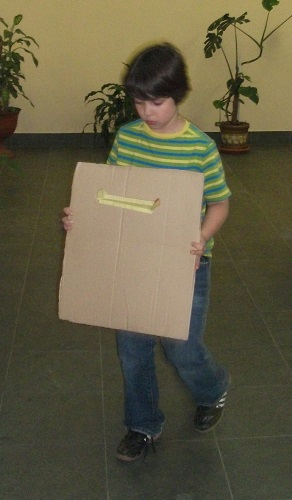
Пилотирование.

Пилотируемая полоска — бумажная летающая игрушка.
Пилотируемая полоска представляет собой прямоугольник, оснащенный четырьмя крылышками.
Во время свободного полёта она вращается вокруг продольной горизонтальной оси и планирует вниз по пологой прямолинейной траектории.

## История
Для обычной прямоугольной полоски качественный анализ такого движения был сделан Максвеллом
.
Этим же вопросом занимался и Жуковский
,
который отметил, что на вращающуюся летящую полоску действует дополнительная подъемная сила (эффект Магнуса)
.
В свою очередь, Жуковский ссылается на Луи Муйяра, предшественника Лилиенталя и братьев Райт.
Пилотируемая полоска впервые была описана Джоном Коллинзом в 2004 году.

## Пилотирование и изготовление
Для пилотирования используется большой лист картона.
Пилотирующий следует за вращающейся полоской с наклоненной картонкой.
Восходящий вдоль картонки поток воздуха закручивает полоску и удерживает её от потери высоты.
Для пилотирования предпочтительны замкнутые помещения без сквозняков и других воздушных потоков.
Подходящим материалом для изготовления пилотируемой полоски служит длинный прямоугольник из тонкого листа бумаги,
например из телефонного справочника Жёлтые страницы.
Для изготовления пилотируемой полоски следует загнуть четыре края прямоугольника определённым образом.
Существует целое семейство летательных аппаратов, которые пилотируются подобным образом. Они объединены общим названием Сопровождаемые планеры.
Кроме бумаги, для их изготовления могут использоваться тонкие 0,5 мм листы пенополистирола.
Ближайший аналог пилотируемой полоски — это бумажная игрушка, известная под названием Большой Рот (Big Mouth). Так же, как полоска, он вращается в полете и управляется картонкой
.